# Ornithoptera akakeae

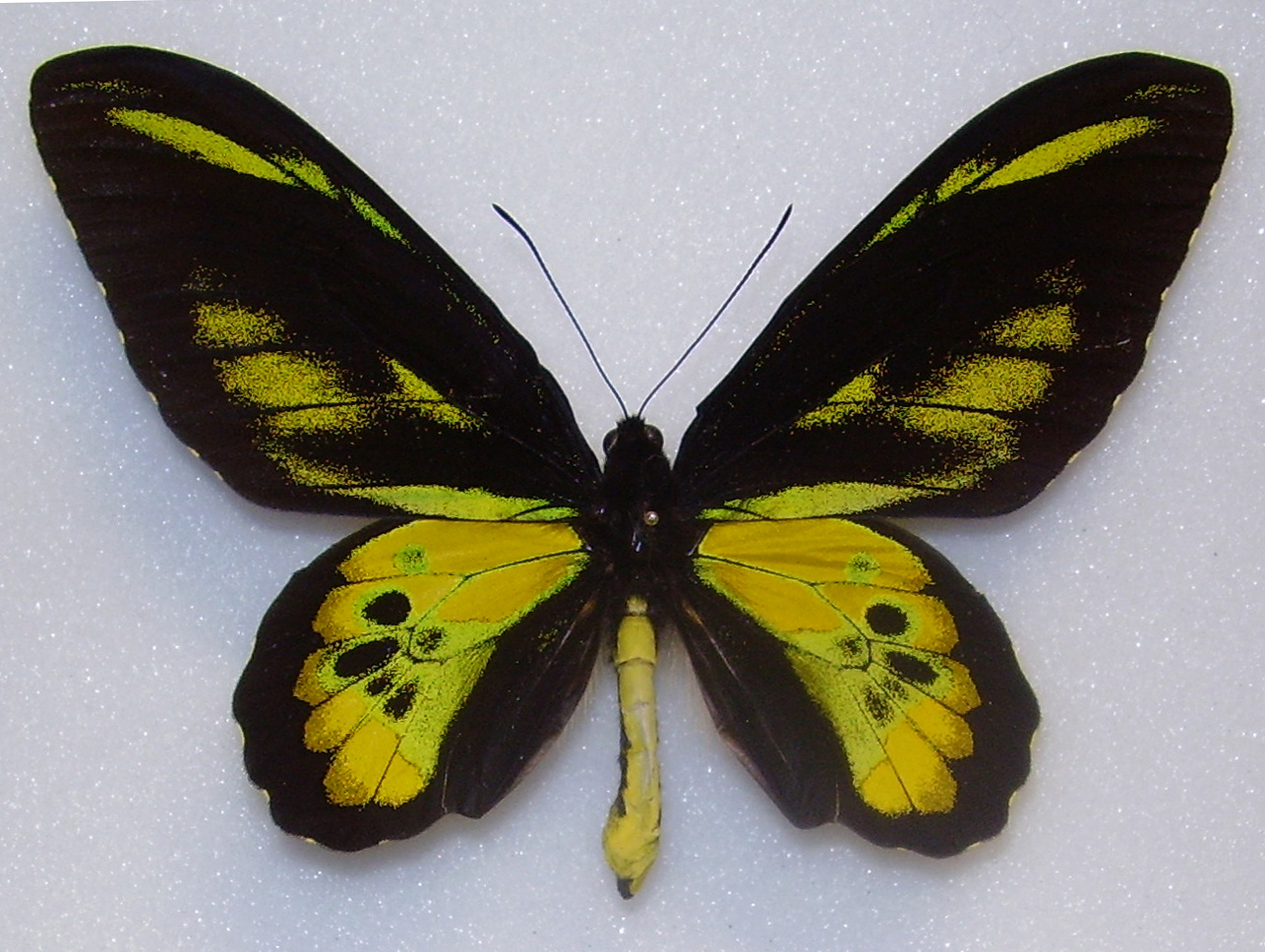
Самец Ornithoptera rothschildi

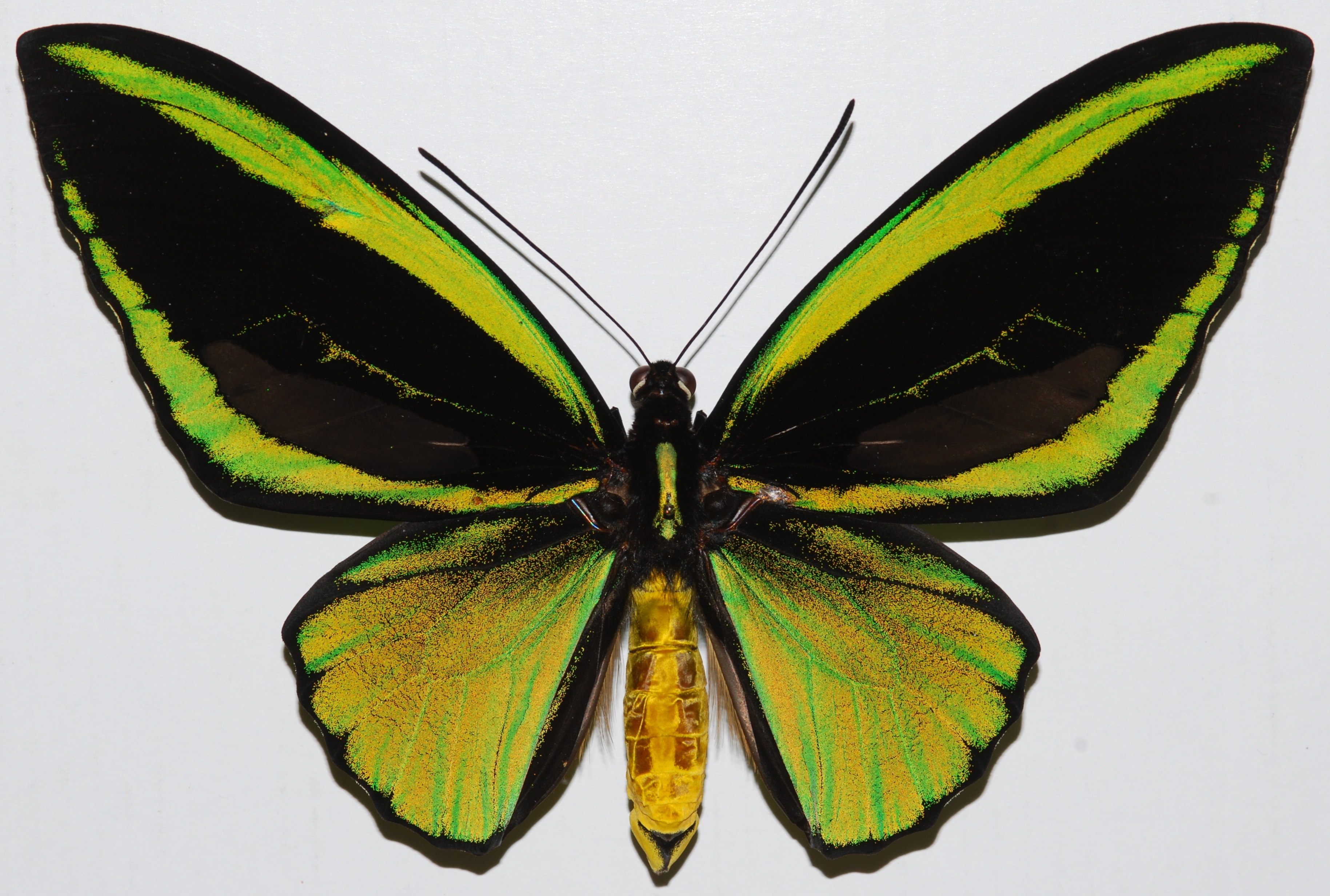
Самец Ornithoptera priamus poseidon

Ornithoptera akakeae — крупная дневная бабочка, естественный гибрид между симпатрическими видами: Орнитоптера Ротшильда (Ornithoptera rothschildi) и подвидом орнитоптера приам посейдон (Ornithoptera priamus poseidon).
Ornithoptera akakeae  считается очень редкой. Она известна лишь по небольшому количеству пойманных в дикой природе экземпляров в коллекциях. Сейчас успешно разводится искусственно в коммерческих целях для коллекционеров.

## Этимология названия
Название дано в честь цветущего жёлтыми цветками растения из рода Акация — Acacia dealbata.

## Ареал
Новая Гвинея, местность Arfak Mountains.

## История открытия и описания
Ornithoptera akakeae была описана по экземпляру самца, пойманного I. Toeante 19 сентября 1977 года. Первоначально Kobayashi & Koiwaya считали Ornithoptera akakeae естественным гибридом между симпатрическими видами: орнитоптера Ротшильда (Ornithoptera rothschildi) и Орнитоптера тифон (Ornithoptera tithonus).
Haugum & Low (1979), однако, заключили, что данный таксон — это естественный гибрид орнитоптера Ротшильда (Ornithoptera rothschildi) и подвидом орнитоптера приам посейдон (Ornithoptera priamus poseidon).

## Замечания по охране
Внесена во II приложение СИТЕС — перечень чешуекрылых, экспорт, реэкспорт и импорт которых регулируется в соответствии с Конвенцией о международной торговле видами дикой фауны и флоры, находящимися под угрозой исчезновения.